# Arracourt
Arracourt je francouzská obec v departementu Meurthe-et-Moselle v regionu Grand Est. V roce 2010 zde žilo 246 obyvatel.

## Vývoj počtu obyvatel
Počet obyvatel